# Jan Sparring
Jan Birger Sparring, ursprungligen Engström, född 16 mars 1930 i S:t Matteus församling i Stockholm, död 21 maj 1992 i Husby-Ärlinghundra församling, Stockholms län, var en svensk andlig sångare, ursprungligen operasångare (basbaryton), samt amatörboxare.

## Biografi
Sparring, som ärvt sin musikalitet från sin far, tog lektioner hos hovsångaren Martin Öhman och gick sedan på Operaskolan, där han utexaminerades 1959. Han spåddes en lysande framtid som operasångare och fick stipendium och möjlighet att framträda på Mozarteum. En del av hans studier bekostades av Svenska Frimurare Orden.[källa behövs] Han debuterade på Stockholmsoperan i Figaros bröllop där han sjöng tillsammans med Ingvar Wixell och Sven Erik Vikström.  Men Sparring missbrukade också alkohol och narkotika och hade därför och efter en del småkriminalitet varit intagen på ungdomsvårdsskola. Som en följd av missbruksproblematiken slutade han på Stockholmsoperan efter en konflikt med dirigenten Sixten Ehrling.
Sparring genomgick senare en religiös omvändelse och anslöt sig till Pingströrelsen, där pingstledaren Lewi Pethrus snabbt introducerade honom som kyrkosångare. Göran Stenlund och Göte Strandsjö var två personer som enligt Sparring själv betydde mycket för honom som person, sångare och kristen.
Sparring blev från slutet av 1960-talet en av landets populäraste andliga sångare och han framträdde ofta i radio och TV bland annat i Hylands hörna. Under många år var han också krönikör i tidningen Hänt i Veckan.
Han spelade in åtskilliga skivor och sjöng bland annat med storband. Dessutom skrev han de självbiografiska böckerna Tilja och tempel (i samarbete med Erik Martinsson), Jag har mött människor, På ont och gott och Genom tårar av smärta och glädje.
Han var med om en olycka med turnébussen sista levnadsåret, på tidningslöpet gick det då att läsa "Nån där uppe måste gilla mig", då han mirakulöst överlevde. Inom ett år från olyckan brast hans aorta och han avled 1992.
Han var gift tre gånger, första gången 1953–1956 med Ann-Sofi Östh (1925–1999), omgift med Sven Lykke, andra gången 1956–1977 med Inger Scheef (född 1933) och tredje gången 1978 med Ingrid Norlin (född 1949) från sånggruppen Norlins.

## Diskografi i urval

### LP/CD
- 1966 Jan Sparring sjunger
- 1968 Volym 2
- 1969 Volym 3
- 1969 Släpp nu lite solsken in - Jan Sparring sjunger Hultmans sånger
- 1970 Volym 4
- 1970 Jan Sparring i folkparken
- 1971 Kärlekens ord
- 1971 Med Jan Sparring i parken
- 1972 Volym 5
- 1972 Ovan där
- 1973 Jan Sparring tillsammans med Folkparksgruppen och Roslagens Storband
- 1973 Jubla nu mitt sälla hjärta - tillsammans med Lily Berglund
- 1974 Sången om en ny värld
- 1974 Jan Sparring
- 1976 Önskesångerna
- 1976 På samma spår - tillsammans med Norlins
- 1977 En värld med sång - tillsammans med Norlins
- 1978 Svenska folkets vackraste läsarsånger - tillsammans med Norlins
- 1978 Dockan Orvar får en vän - barnskiva
- 1978 - Julstämning
- 1979 Jan Sparrings bästa
- 1981 Jan Sparring sjunger country
- 1982 Ingrid & Jan Sparring sjunger tillsammans
- 1984 På nya spår - tillsammans med Norlins
- 1991 Alla tiders Jan Sparring
- 2001 Sånger vi minns
- 2007 Mozart in Stockholm, 1952-67 (vol. 6), Le Nozze Di Figaro, Jan Sparring - Figaro.

### Stenkaka/EP/Singel
- 1952 Cara bella/I min månraket
- 1962 En dag vid mitt arbetsbord
- 1962 Giv mig en penna
- 1963 Han är ingen främling för mig
- 1964 Ovan där
- 1965 Lycklig är jag
- 1965 Segern skall bli vår - tillsammans med Göran Stenlund
- 1967 I min själ jag hör en melodi
- 1968 Att komma hem - tillsammans med NU-kören
- 1968 Jesus, Guds son - tillsammans med Göran Stenlund
- 1969 Välsignelse/Det finns
- 1971 Min soliga dag/Jag älskar att vara ensam
- 1972 Fyra smakprov ur turnérepertoaren - Ovan där
- 1979 Hallelujah/Just den sången - tillsammans med Norlins